# الطاقة في السويد

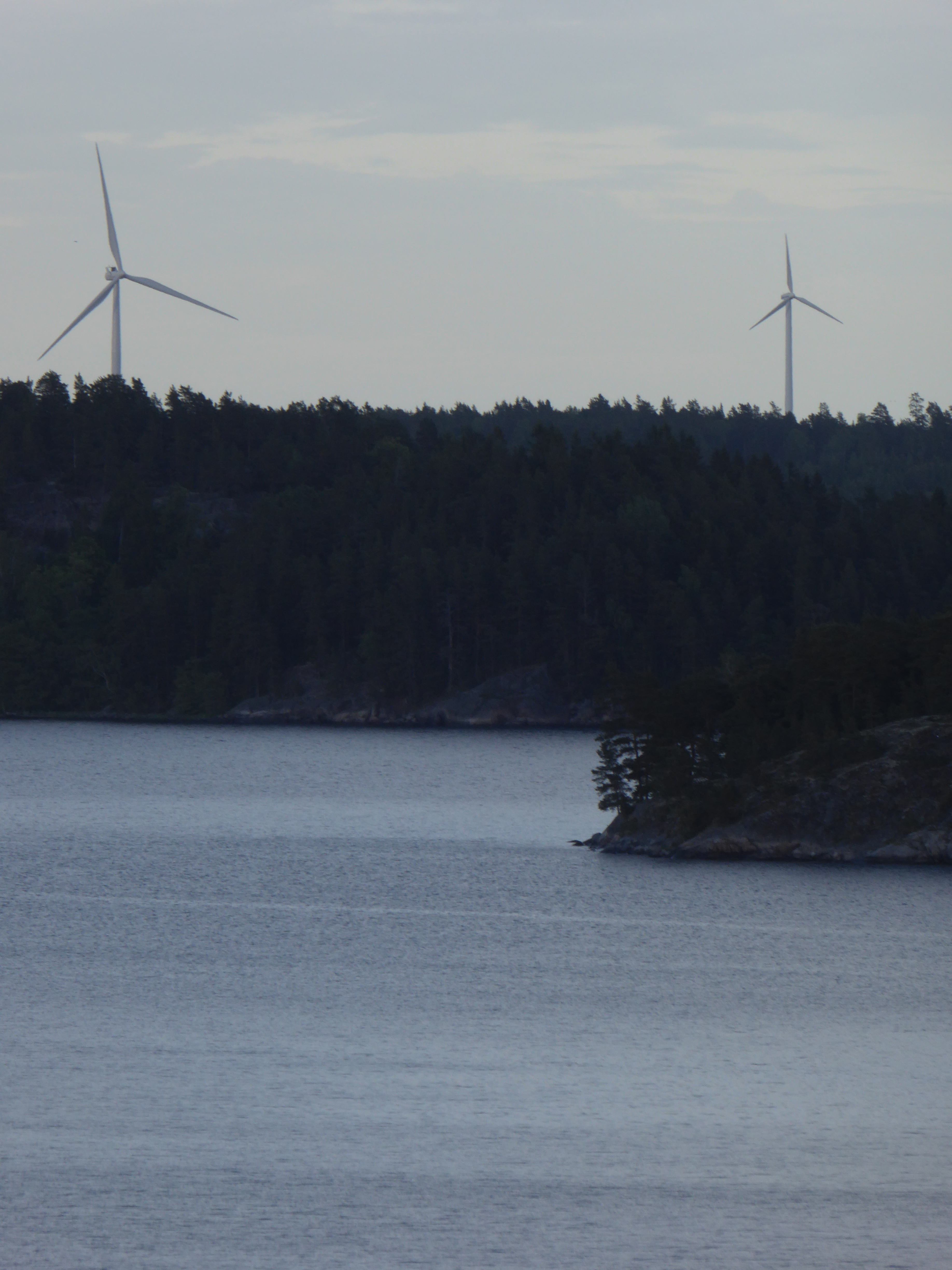
عنفات الرياح في السويد.

تصف الطاقة في السويد إنتاج الطاقة والكهرباء واستهلاكها واستيرادها في السويد. يهدف مشروع قانون المناخ السويدي الصادر في فبراير 2017 إلى جعل السويد محايدة للكربون بحلول عام 2045. والهدف السويدي يتلخص في خفض انبعاثات الغازات المناخية بنسبة 63% من عام 1990 إلى عام 2030، بما في ذلك وسائل النقل الدولي، باستثناء الرحلات الجوية الأجنبية بنسبة 70%. بحلول عام 2014، تم توفير ما يزيد قليلاً عن إجمالي نصف استهلاك الطاقة النهائي في البلاد في مجال الكهرباء والتدفئة والتبريد والنقل مجتمعة، بواسطة مصادر الطاقة المتجددة، وهي أعلى حصة بين الدول الأعضاء في الاتحاد الأوروبي البالغ عددها 28 دولة.
تبلغ ميزانية الحكومة للإستثمار  في المناخ والبيئة 1.3 مليار يورو في 4 سنوات (2017 -2020) في مجال الترحال دون استخدام الوقود الأحفوري، ومجال الطاقة المتجددة والدولية (سنويًا بالعملة السويدية: 1.8 مليار لعام 2017، و1.5 مليار لعام 2018، و4.5 مليار لعام 2019، و5 مليارات لعام 2020).

## نظرة عامة
تأثر انخفاض الانبعاثات بنسبة 7.7% في الفترة 2008-2009 جزئيًا على الأقل بالكساد الاقتصادي الأوروبي في الفترة 2008-2009 وليس فقط بالتغيرات المستدامة في استهلاك الطاقة. منذ عام 2008 وحتى عام 2009، كان التغير في الولايات المتحدة قد انخفض بنسبة 7% وفي كندا انخفض بنسبة 9.6%.
نُشر تقرير في عام 2011 من قبل مجلس الطاقة العالمي بالاشتراك مع أوليفر وايمان، بعنوان سياسات للمستقبل: تقييم سياسات الطاقة والمناخ في البلاد لعام 2011، الذي يصنف أداء الدولة وفقًا لمؤشر استدامة الطاقة. الأفضل أداءً كانت سويسرا والسويد وفرنسا.
تمثل المباني والقطاع السكني حاليًا 40 في المائة من استهلاك السويد للطاقة. ولأن المباني لها عمر طويل، فإن كفاءة الطاقة مهمة بالنسبة للمنازل التي يجري بناؤها. يشكل تحسين كفاءة استخدام الطاقة في المباني القائمة التحدي الأكبر.

## الطاقة المتجددة
ضمن سياق توجيه الطاقة المتجددة لعام 2009 الصادر عن الاتحاد الأوروبي، كانت السويد تعمل على الوصول إلى 49% من الطاقة المتجددة في إجمالي الاستهلاك النهائي للطاقة –الكهرباء والتدفئة/التبريد والنقل– بحلول عام 2020. أفادت مديرية يوروستات أن السويد تجاوزت بالفعل توجيهات عام 2020 المستهدفة في عام 2014 حيث وصل إلى 52.6% من إجمالي استهلاك الطاقة النهائي الذي توفره مصادر الطاقة المتجددة، بعد أن كانت 38.7% في عام 2004. وهذا يجعل السويد الدولة الرائدة ضمن مجموعة الاتحاد الأوروبي 28 من حيث حصة استخدام الطاقة المتجددة، تليها فنلندا ولاتفيا بنسبة 38.7%، والنمسا بنسبة 33.1% والدنمارك بنسبة 29.2%. أما الموقّعان الآخران على القرار، أيسلندا والنرويج، فلا يزالان متقدمين على السويد بنسبة 77.1% و69.2% على التوالي.
تنخفض الحصة الإجمالية لعام 2014 بنسبة 52.6% من الاستهلاك النهائي للطاقة في السويد كطاقة متجددة توفر الحصة التالية لكل قطاع: 68.1% من قطاع التدفئة والتبريد، 63.3% من قطاع الكهرباء و19.2% من قطاع النقل.
ارتفعت نسبة استخدام طاقة الكهرباء المتجددة في السويد. فقد شكلت الطاقة المائية وطاقة الرياح والطاقة الشمسية مجتمعة 49.8% من الكهرباء المنتَجة في البلاد في عام 2014. عند قياسها مقابل الاستهلاك الوطني للكهرباء، ترتفع الحصة إلى 55.5%. منذ عام 2003، دعمت السويد الطاقة المتجددة في قطاع الكهرباء بالتزام «شهادة الكهرباء الخضراء» لموردي الطاقة بالتجزئة. الخطة الحالية لنظام الشهادة هو دعم 25 تيراواط بالساعة من توليد الكهرباء المتجددة الجديدة بحلول عام 2020.
في يونيو 2016، توصلت حكومة ائتلاف يسار الوسط السويدي إلى اتفاق للطاقة بين الأحزاب الثلاثة المعارضة (حزب التجمع المعتدل، وحزب الوسط السويدي، والديمقراطيين المسيحيين (السويد))، مع اتفاق يستهدف الكهرباء المتجددة بنسبة 100% الإنتاج بحلول عام 2040.
في عام 2013، بلغت استثمارات الطاقة المتجددة أكثر من مليار دولار أمريكي في السويد.

### طاقة الرياح
شكلت طاقة الرياح 10% من الكهرباء المولَّدة في السويد في عام 2015، مرتفعة عن 5% في عام 2012 و2.4% في عام 2010.
تمتلك السويد إمكانات طاقة الرياح تبلغ 510 تيراواط بالساعة في الأرض و46 تيراواط بالساعة في البحر. كان الاستهلاك 140 تيراواط بالساعة من الطاقة لعام 2010.
في عام 2013، كانت السويد ثاني أكبر دولة في العالم من حيث طاقة الرياح لكل مواطن: 488 واط لكل شخص، فقط تجاوزتها الدنمارك (863 واط لكل شخص). يجب أن نلاحظ بالتبادل أن استخدام الطاقة السويدية لكل مواطن أعلى بكثير من المتوسط في أوروبا.

### الطاقة الموجية
يوجد في السويد محطة طاقة موجية خارج ليسيشيل تديرها جامعة أوبسالا. يدرس فريق بحوث الطاقة الموجية في جامعة أوبسالا ويطور جميع الجوانب المختلفة للطاقة الموجية، التي تتراوح بين نظم الطاقة والمولدات الكهربائية، والنمذجة الهيدروديناميكية، والأثر البيئي لمجمعات الطاقة الموجية.

### الطاقة الكهرومائية
تمثل الطاقة الكهرومائية في السويد أكثر من نصف إنتاج الطاقة. تعمل أكثر من 1900 محطة كهرباء في جميع أنحاء البلاد. خمسة وأربعون منها تنتج أكثر من 100 ميغاواط، 17 تنتج أكثر من 200 ميغاواط، و5 تنتج أكثر من 400 ميغاواط. تبلغ الطاقة الإنتاجية القصوى لأكبر محطة، التي تقع شمال نهر لولي، 977 ميغاواط. نهر لولي هو أيضًا النهر الأكثر إنتاجية، مع ما يقارب 18% من التأثير السويدي المثبت. وتقع جميع النباتات المتوسطة والكبيرة تقريبًا في شمال السويد.

### الطاقة الشمسية
في حين أن المنشآت كانت في الماضي ضئيلة، فإن الطاقة الشمسية شهدت نمواً سريعاً في السويد حيث تضاعفت قدرة الطاقة الكهروضوئية التراكمية في البلاد تقريباً في عام 2014 إلى 79 ميغاواط. وارتفعت القدرة إلى 205 ميغاواط في نهاية عام 2016، و411 ميغاواط في نهاية عام 2018. وتوقعت شركة أبحاث السوق (غلوبل داتا) في عام 2019 أن قدرة الطاقة الشمسية في السويد قد ترتفع إلى 3.2 غيغاواط (2030).
شكلت الطاقة الشمسية حوالي 0.3% من إجمالي استهلاك الكهرباء في البلاد في عام 2018.

### الوقود الحيوي
تهدف السويد إلى إنشاء أسطول من المركبات الخالية من الوقود الأحفوري بحلول عام 2030.
نشرت السويد معايير استدامة الوقود الحيوي (2011) التي تعتبر المناطق ذات القيم البيولوجية العالية محمية فيما يتعلق بإنتاج الوقود. كان مصدر المواد الخام المستخدمة لإنتاج السوائل الحيوية في السويد خلال عام 2011، فكان يؤمنها كل من السويد 49% وهولندا 17% والولايات المتحدة 17% وفنلندا 6% وبلجيكا 3% وغيرها 8% (البرازيل وماليزيا وروسيا). غالبًا ما يُشار إلى زيت النخيل باعتباره مخزونًا متسخًا للوقود الحيوي. لم تستخدم أي من الشركات السويدية زيت النخيل في عام 2011. وتأتي الحصة الأكبر من المواد الأولية للسوائل الحيوية من صناعة الغابات على شكل حقل زيت الصنوبر، وزيت الصنوبر، والميثانول.
في عام 2013 اعتمدت أساطيل الحافلات في أكثر من اثنتي عشرة مدينة بالكامل على الغاز الطبيعي المتجدد (أو الميثان الحيوي)، أنتجت المصانع المحلية أكثر من 60% من إجمالي الغاز الطبيعي المتجدد المستخدم في سيارات الغاز الطبيعي السويدية، وتم افتتاح المزيد من محطات التعبئة في عامي 2012 و2013. غوتيبيرغ إينيرجي يحتوي على منشأة بقدرة 20 ميغاواط تعمل على تحويل بقايا الغابات إلى غاز ثم تحويل الغازات المركبة إلى هيدروجين وأحادي أكسيد الكربون إلى ميثان حيوي.

## الحرارية والنووية
يسيطر النووي في هذا القطاع. أما المحطة التشغيلية الأخرى تُزوّد في كل الحالات تقريباً بكل أنواع الوقود المتجدد. محطات النفط قليلة، وهي إما خارج الخدمة أو تُستخدم كاحتياطي.

### الطاقة النووية
يتم إنتاج أكثر من 35% من الطاقة الكهربائية السويدية بواسطة 10 مفاعلات نووية، موزعة على ثلاث محطات للطاقة:
- محطة رينغالز للطاقة النووية -3  مفاعلات الماء المضغوط، 1 مفاعل الماء المغلي، ~ 4.2 غيغاواط
- محطة أوسكارشامن للطاقة النووية -3 مفاعلات الماء المغلي (واحد منهم هو أيضا أكبر مفاعل الماء المغلي في العالم)، ~ 2.6 غيغاواط
- محطة فورسمارك للطاقة النووية -3 مفاعلات الماء المغلي، 3.2 غيغاواط تقريباً.

قبل عام 2005، كان هناك 12 مفاعلًا، ولكن تم إيقاف تشغيل مفاعلي الماء المغلي (حوالي 1.2 غيغاواط) في محطة بارسيباك للطاقة النووية في عامي 1999 و2005.

## الاحتباس الحراري
وفقًا لإدارة معلومات الطاقة، كانت انبعاثات ثاني أكسيد الكربون الناتجة عن استهلاك الطاقة في السويد في عام 2009، 54.77 مليون طن، وهو ما كان أقل بقليل من فنلندا (54.86 مليون طن)، على الرغم من الفرق في عدد السكان. كان نصيب الفرد من الانبعاثات في السويد 5.58 وفي فنلندا 9.93 طن للفرد في عام 2009.